# Lago Tepuhueico

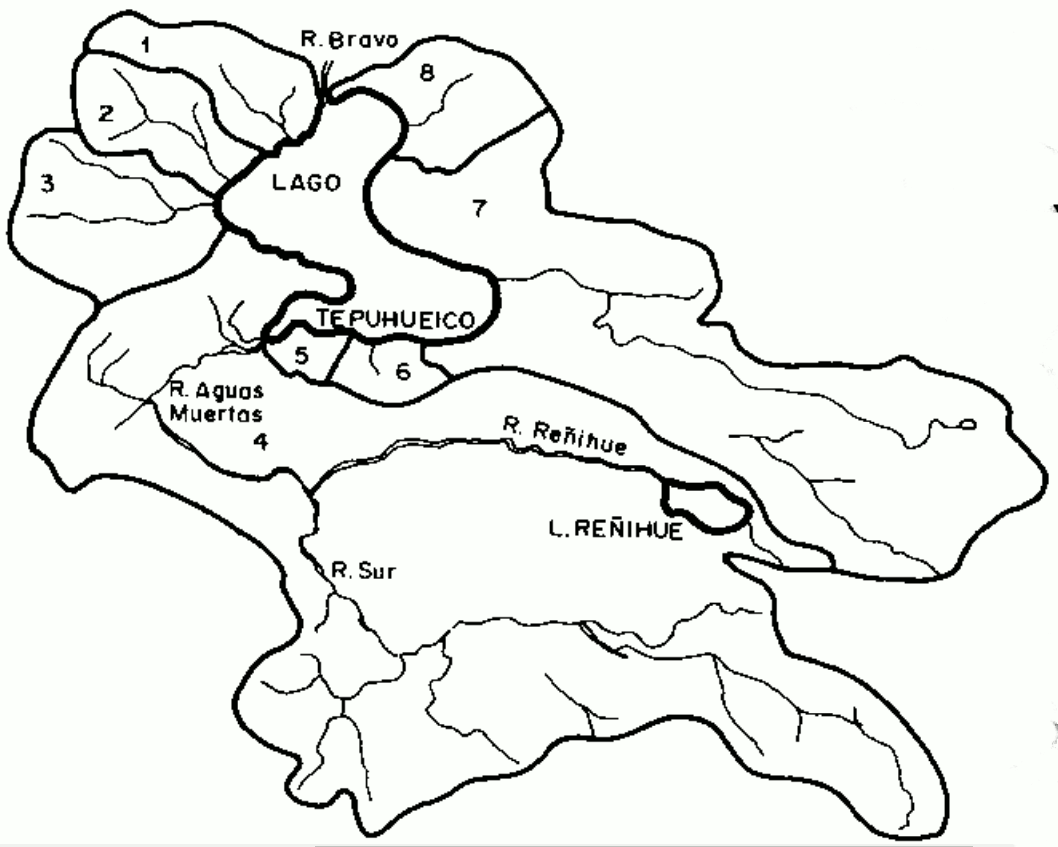
Cuenca hidrográfica del lago Tepuhueico.

El lago Tepuhueico es una masa superficial de agua ubicada en el oeste de la Isla Grande de Chiloé, en la comuna de Chonchi. Junto con los lagos Cucao, Huillinco y Tarahuin, es parte de la mayor cuenca lacustre del archipiélago de Chiloé.

## Ubicación y descripción
Su espejo de agua abarca 1430 hectáreas, su cuenca hidrográfica se extiende por 18210 ha., su profundidad media es de 9 m, máxima de 25 y el tiempo de renovación del agua es de 0,2 años.

## Hidrología
Tiene características exorreicas, es de origen pluvial. Desagua a través del río Bravo, que se dirige al norte y posteriormente recibe las aguas del lago Tarahuín, para llevarlas todas al lago Huillinco.
Sobre los lagos Natri, Tarahuín, Tepuhueico, Huillinco y Cucao existe, excepcionalmente, un acabado estudio de sus condiciones hidrográficas en el A study of the river basins and limnology of ﬁve humic lakes on Chiloé Island publicado en la Revista Chilena de Historia Natural en diciembre de 2003 por Oscar Parra, Stefan Woelf y Edilia Jaque Castillo.
Del estudio se tienen los siguientes datos de la morfología de los cuerpos de agua:
| | Natri    | Tepuhueico | Tarahuín | Huillinco | Cucao    |
| Latitud | 42°47’ S | 42°47’ S   | 42°43’ S | 42°40’ S  | 42°38’ S |
| Longitud | 73°50’ W | 73°58’ W   | 73°45’ W | 73°57’ W  | 74°40’ W |
| Altitud (m) | 39.0     | 25.0       | 66.0     | 13.0      | 10.0     |
| Volumen (km³) | 0.273    | 0.128      | 0.170    | 0.395     | 0.127    |
| Área del espejo de agua (Ao) (km²) | 7.8      | 14.3       | 7.71     | 9.1       | 10.6     |
| Área drenaje (Ad) (km²) | 46.5     | 182.1      | 38.1     | 529.8     | 33.2     |
| Largo máximo (lm) (km) | 6.3      | 5.2        | 6.4      | 8.1       | 7.9      |
| Ancho máximo (bm) (km) | 1.3      | 3.1        | 1.5      | 3.2       | 1.8      |
| Ancho mínimo (km) | 0.6      | 1.9        | 0.5      | 0.8       | 0.7      |
| Ancho promedip (b) (km) | 1.2      | 2.5        | 0.9      | 1.9       | 1.1      |
| Profundidad máxima (Zm) (m) | 58.0     | 25.0       | 33.0     | 47.0      | 25.0     |
| Profundidad promedio (Z) (m) | 35.0     | 9.0        | 22.2     | 20.7      | 12.0     |
| Profundidad relativa (Zr) (%) | 1.8      | 0.6        | 1.1      | 1.0       | 0.7      |
| Perímetro (L) (km) | 16.4     | 24.7       | 20.0     | 25.9      | 22.9     |
| Coeficiente de perímetro (DL)* | 1.7      | 1.8        | 2.0      | 1.7       | 2.0      |
| Ad/Ao | 6.0      | 12.7       | 4.9      | 27.7      | 3.1      |
| Proporción profundidad media a máxima Z:Zm | 0.6      | 0.4        | 0.7      | 0.4       | 0.5      |
| Desarrollo del volumen* | 1.8      | 1.1        | 2.0      | 1.3       | 1.4      |
| - El coeficiente de perímetro es la proporción entre el perímetro del lago y el perímetro de una circunferencia con igual área que el lago. Toma el valor 1 para un lago perfectamente circular. {\textstyle D_{L}={\frac {L}{2{\sqrt {\pi A}}}}}, con {\textstyle D_{L}} es el coeficiente, {\displaystyle L} es el perímetro del lago, y {\displaystyle A} es el área del lago. - El desarrollo del volumen es una medida de la diferencia entre la forma del lago (cuerpo de agua) y la de un cono: Dv = 3 Z÷ Zmax |          |            |          |           |          |

La isla de Chiloé tiene precipitaciones anuales de entre 2000 a 2500 mm, una humedad relativa de 84 % y una temperatura promedio histórico de 10,5 °C con mínimo y máximo de 6,9 °C y 14,2 °C respectivamente.: 564 

## Historia
Luis Risopatrón lo describe brevemente en su Diccionario Jeográfico de Chile de 1924:: 876 
Tepu-hueco (Lago) 42° 47' 73° 57' Desagua por el rio Bravo, que corre hacia el N, al lago Huillinco, de la isla de Chiloé. 156.

## Población, economía y ecología
Desde el sector oriente del lago hasta el océano Pacífico se encuentra el Parque Tepuhueico, parque privado de 20 000 hectáreas que cuenta con senderos de excursión. En el lago y sus inmediaciones también se practican otras actividades como la pesca deportiva y la observación de aves.

### Estado trófico
La eutrofización es el envejecimiento natural de cuerpos lacustres (lagos, lagunas, embalses, pantanos, humedales, etc.) como resultado de la acumulación gradual de nutrientes, un incremento de la productividad biológica y la acumulación paulatina de sedimentos provenientes de su cuenca de drenaje.: 4  Su avance es dependiente del flujo de nutrientes, de las dimensiones y forma del cuerpo lacustre y del tiempo de permanencia del agua en el mismo.: 24  En estado natural la eutrofización es lenta (a escala de milenios), pero por causas relacionadas con el mal uso del suelo, el incremento de la erosión y por la descarga de aguas servidas domésticas entre otras, puede verse acelerado a escala temporal de décadas o menos.: 4  Los elementos más característicos del estado trófico son fósforo, nitrógeno, DBO5 y clorofila y la propiedad turbiedad.
Existen diferentes criterios de clasificación trófica que caracterizan la concentración de esos elementos (de menor a mayor concentración) como: ultraoligotrófico, oligotrófico, mesotrófico, eutrófico, hipereutrófico. Ese es el estado trófico del elemento en el cuerpo de agua. Los estados hipereutrófico y eutrófico son estados no deseados en el ecosistema, debido a que los bienes y servicios que nos brinda el agua (bebida, recreación, higiene, entre otros) son más compatibles con lagos de características ultraoligotróficas, oligotróficas o mesotróficas.: 14 
Los lagos de la Isla grande de Chiloé han sido caracterizados como ligeramente ácidos (pH<7), con niveles de nutrientes de carácter eutrófico, de poca profundidad (entre 10 y 60 m), de reducido tamaño y, por ende, de pequeños volúmenes de agua, lo que hace que no se estratifiquen térmicamente.: 30 